# TAC Stark
In Zusammenarbeit mit dem portugiesischen Unternehmen Datasul entwickelte der brasilianische Automobilhersteller TAC Motors den Geländewagen TAC Stark. Die meisten Fahrzeugteile für das Vehikel werden von dem Marcopolo-Tochterunternehmen MVC Soluções em Plástico Ltda. hergestellt und angeliefert. Seit 2009 wird das Fahrzeug verkauft.
Bislang gibt es das Modell nur in der Ausführung TAC Stark 4WD Diesel. Es hat die Außenmaße 4083 mm in der Länge, 1884 mm in der Breite und 1865 mm in der Höhe. Der Radstand beläuft sich auf 2540 mm. Die Bodenfreiheit des Zweitürers liegt bei 240 mm. Als Motorisierung besitzt der TAC Stark einen 93 kW (127 PS) starken FPT-Turbodieselmotor mit einem Hubraum von 2287 cm³, einem Intercooler sowie einer Common-Rail-Einspritzung. Das Nenndrehmoment liegt etwa bei 300 Nm bei 1800 Umdrehungen pro Minute. Das Leergewicht beläuft sich laut Werksangabe auf 1635 kg und kann bis zu einem maximalen Gesamtgewicht von 2010 kg belastet werden. Die Höchstgeschwindigkeit des Stark beträgt 144 km/h, die Beschleunigung auf 100 km/h erfolgt in 15,8 Sekunden. Etwa 1200 Einheiten werden jährlich hergestellt.

## Technische Daten
|                            | TAC Stark                   |
| Bauzeitraum                | seit 2009                   |
| Motorkenndaten             |                             |
| Motortyp                   | R4-Dieselmotor              |
| Hubraum                    | 2287 cm³                    |
| max. Leistung bei min−1    | 93 kW (127 PS) / 3600       |
| max. Drehmoment bei min−1  | 320 Nm / 1800               |
| Kraftübertragung           |                             |
| Antrieb                    | Allradantrieb               |
| Getriebe, serienmäßig      | 5-Gang-Schaltgetriebe       |
| Messwerte                  |                             |
| Länge × Breite × Höhe      | 4083 mm × 1884 mm × 1865 mm |
| Radstand                   | 2540 mm                     |
| Wendekreis                 | 11,2 m                      |
| Höchstgeschwindigkeit      | 144 km/h                    |
| Beschleunigung, 0–100 km/h | 15,8 s                      |
| Leergewicht                | 1635 kg                     |
| Tankinhalt                 | 70 l                        |